# 5896 Нарреншіфф
5896 Нарреншіфф (5896 Narrenschiff) — астероїд головного поясу, відкритий 12 листопада 1982 року.
Тіссеранів параметр щодо Юпітера — 3,600.